# Додона (митологија)
Додона (грч. Δωδώνα) је у грчкој митологији била нимфа.

## Митологија
Била је Океанида, епонимна хероина града и пророчишта Додоне у Теспротији. С обзиром да су епонимне хероине обично биле Најаде са извора или фонтана одређеног града, вероватно је то случај и са овом нимфом. Могуће је да је она иста личност као и титанка Диона, која је такође поседовала пророчиште у Додони и била повезана са додонским нимфама. Према неким изворима, пророчиште је било посвећено Додону, сину Зевса и Европе.

## Биологија
Латинско име ове личности (Dodona) је назив рода у оквиру групе лептира.